# Etsha 13
Etsha 13 är en ort (village) i distriktet North-West i norra Botswana. 